# کوه خبرجینا
کوه خبرجینا (به لاتین: Mount Khabarjina) یک کوه در گرجستان است که در گرجستان واقع شده‌است. کوه خبرجینا ۳٬۱۴۲ متر بالاتر از سطح دریا واقع شده‌است.